# Schistura tenura
Schistura tenura és una espècie de peix d'aigua dolça de la família dels balitòrids i de l'ordre dels cipriniformes. Va ser descrit amb 64 espècies novés més el 2000 per l'ictiòleg Maurice Kottelat. L'epítet tenura és un mot creuat de llatí tenuis («prim») i del grec oura («cua»).

## Morfologia
- Cos amb 7-10 franges irregulars.
- Poden assolir els 4,7 cm de longitud total.
- Morro força convex.
- Peduncle caudal relativament prim i estilitzat.
- Presenta una escotadura ampla en el llavi superior.
- Línia lateral completa.
- 8,5 radis ramificats a l'aleta dorsal i 5,5 a l'anal.
- Aleta caudal dentada i amb 9+8 radis ramificats.[1]

## Hàbitat i distribució geogràfica
És un peix d'aigua dolça, bentopelàgic i de clima tropical, que viu a la conca del riu Nam Leuk (afluent del riu Nam Mang).

## Amenaces
L'espècie és amenaçada per la desforestació i les pràctiques agrícoles amb llurs impactes medioambientals (com ara, erosió del sòl, sedimentació i contaminació de l'aigua).